# Contra el viento
Contra el viento es una película española dirigida por Paco Periñán estrenada en 1990.

## Ficha artística
Actores principales:
Emma Suarez (Ana), Antonio Banderas (Juan), Bruce McGuire (Petersen), Rosario Flores (Rosario), Pilar Bardem (Madre de Rosario), Carmén Balague (Dolores), Rafael Díaz (Colorao), Germán Cobos (Antonio).

## Argumento
Juan, interpretado por Antonio Banderas, huye de la relación incestuosa que mantenía con su hermana, para ello se refugia en una inhóspita zona andaluza. Su hermana, Emma Suarez en el papel de Ana, decide ir a su encuentro.

## Palmarés cinematográfico
- 1991 Nominación al mejor director novel para Paco Periñán en Premios Goya 1991